# فانس فابر
فانس فابر (بالإنجليزية: Vance Faber)‏ هو رياضياتي أمريكي، ولد في 1 ديسمبر 1944 في بوفالو في الولايات المتحدة.